# Монастырь Хцконк
Хцконк также известный как Хцконкский монастырь или монастырь Хцконк) (арм.  Խծկոնք վանք) (в турецком языке Бешкилисе) — армянский средневековый монастырский комплекс IX века, состоявший из пяти церквей. Находился между селами Агарак (ныне Деринёз) и Дигор (старое название — Текор), примерно в 25 км от Ани (ныне на территории Турции). В настоящее время почти полностью разрушен. 
Монастырь отличался художественным единством, органически сочетавшимся с окружающим горным пейзажем. Всего в монастыре находилось пять церквей: церкви Богоматери (арм. Аствацацин), св. Иоанна Крестителя (арм. св. Карапета), св. Стефана, св. Григория Просветителя и св. Саркиса, из которых в полуразрушенном состоянии сохранилась только последняя.

## История
Монастырь был построен армянским царем Смбатом I. Состоял из пяти церквей, которые были построенны в промежутке между VII и XII веком  Три церкви находились на небольшом расстоянии друг от друга, а одна маленькая примыкала к большой, но имела особый вход и свой алтарь. Храмовый комплекс являлся одним из главных культурных центров Армении того времени. В XI веке пало Армянское царство, затем последовало вторжение в регион турок-сельджуков. На фоне переселения тюрок на армянские земли, начался многовековой процесс вытеснения армянского населения пришлым тюркским. Несмотря на то что армяне начали массово покидать родные земли, религиозная жизнь в храме продолжилась. Однако к началу русско-турецкой войны (1877—1878) армянское духовенство было изгнано из монастыря, а церкви храмового комплекса использовались турками в качестве конюшни

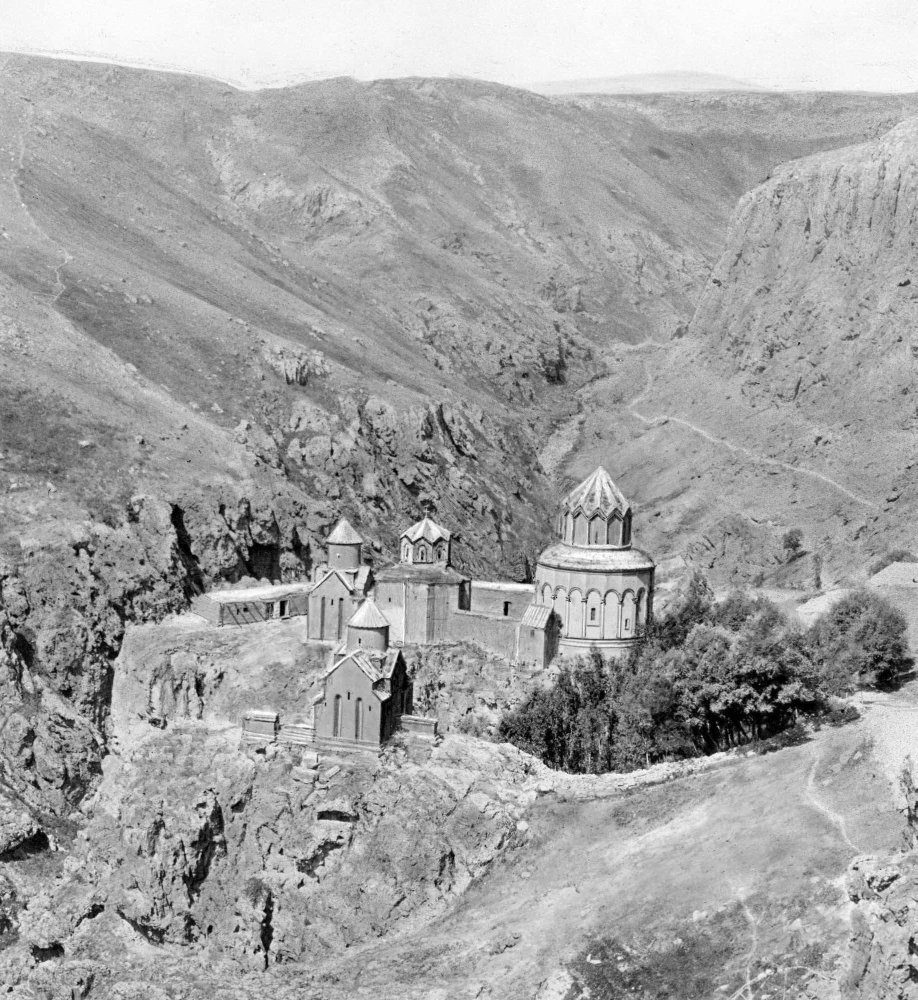
Монастырь Хцконк до 1920 года

После окончания русско-турецкой войны из Карсского и Чилдырского санджаков Османской империи, отошедших к России была образована Карская область, на землях которой располагался армянский монастырь. В конце XIX века храм посетил путешествовавший по области Ф. С. Янович. Последний отмечал хорошую сохранность всех пяти церквей комплекса, а также частые богослужение и наличие духовной жизни в монастыре. На одной из пяти церквей им была зафиксирована ктиторская надпись, указывающая что данная церковь была построена в 1006 году. Другая отмеченная Яновичем надпись располагалась над входом в церковь и гласила «Это есть врата Господа, и лишь праведные могут войти в них». На территории церковного комплекса находились захоронения с установленными на них памятными плитами с высеченными на них крестами с куполообразным основанием. На территории церковного комплекса имелись лечебные минеральные воды. Имелось два источника: один серный -теплый, другой щелочной -холодный. Кроме этого было несколько углекислых родников. Многие приезжали в монастырь посмотреть его древности и поправить свое здоровье местными водами. Для паломников при монастыре имелось специальное помещение, где приехавшим в храм предоставлялись комнаты для ночевки.
Монастырь оставался действующим до 1920, когда остававшееся там армянское население было выслано турками. После этого территория монастыря была объявлена военной зоной, закрытой для посетителей (ещё в 1984, для посещения Дигора требовался специальный пропуск). Уже в 1959 г. на месте монастыря оставалась только одна церковь св. Саркиса, но и она была серьёзно повреждена.

## Галерея

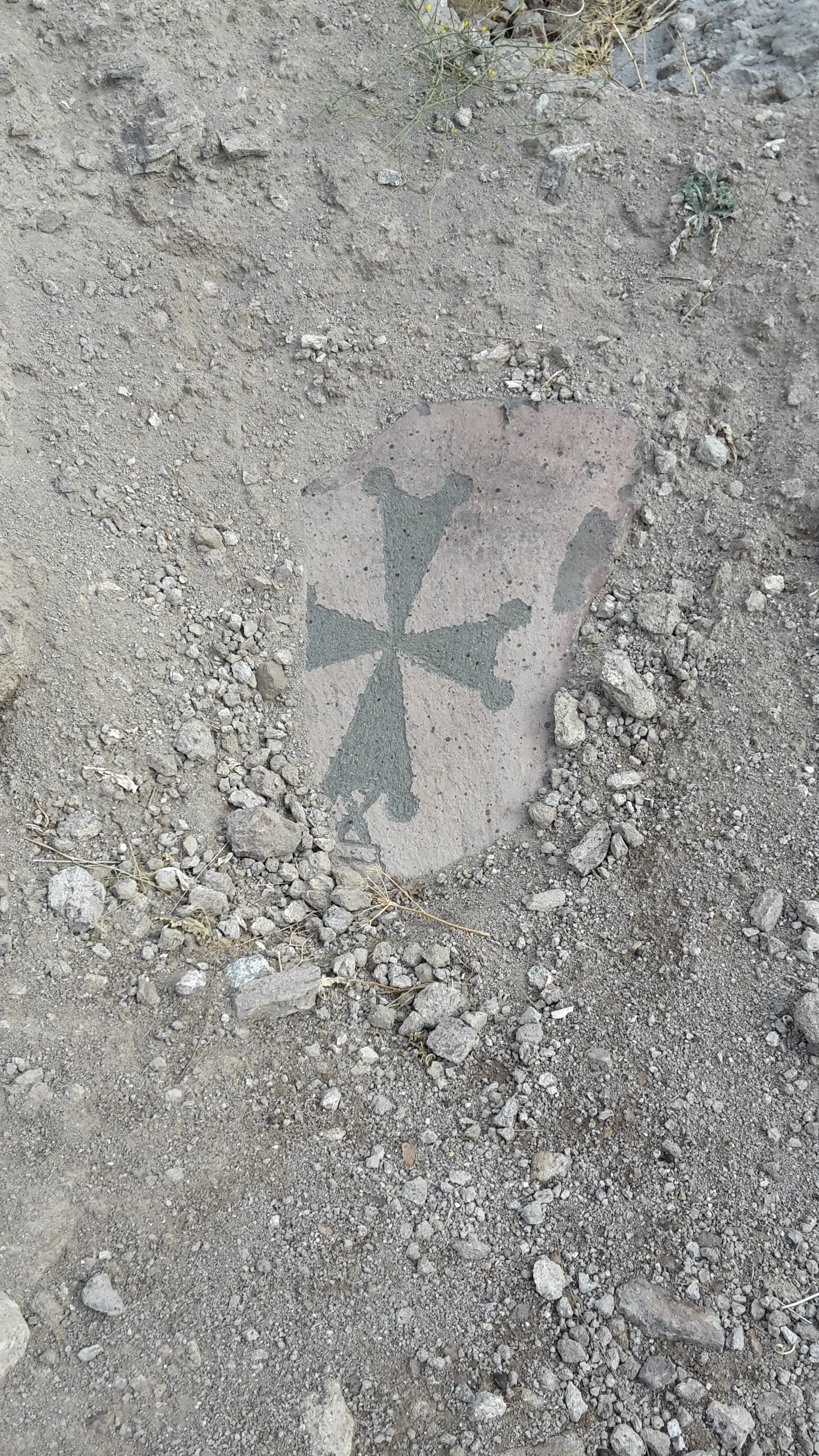
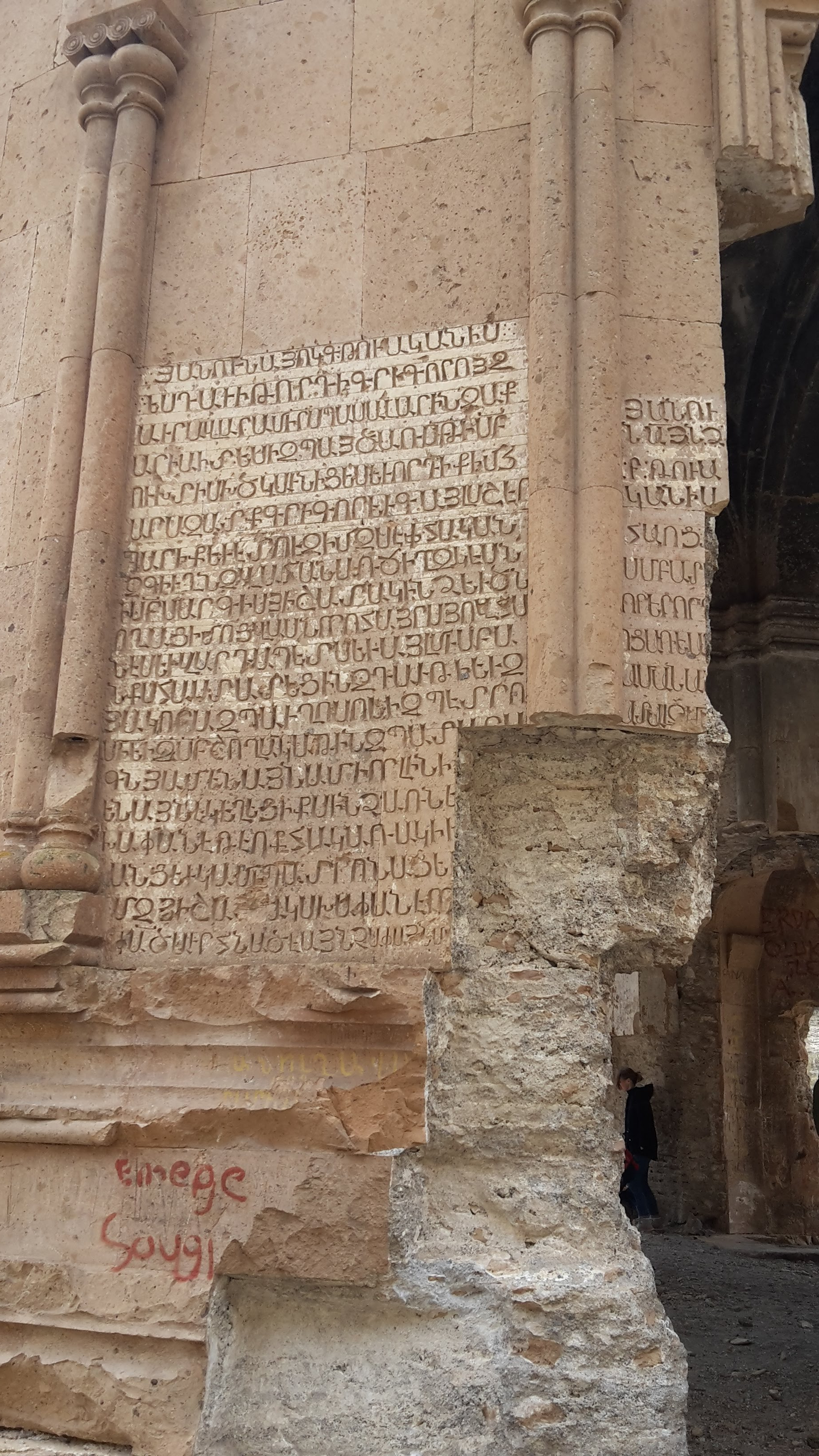
Надписи на церкви Св. Саргиса
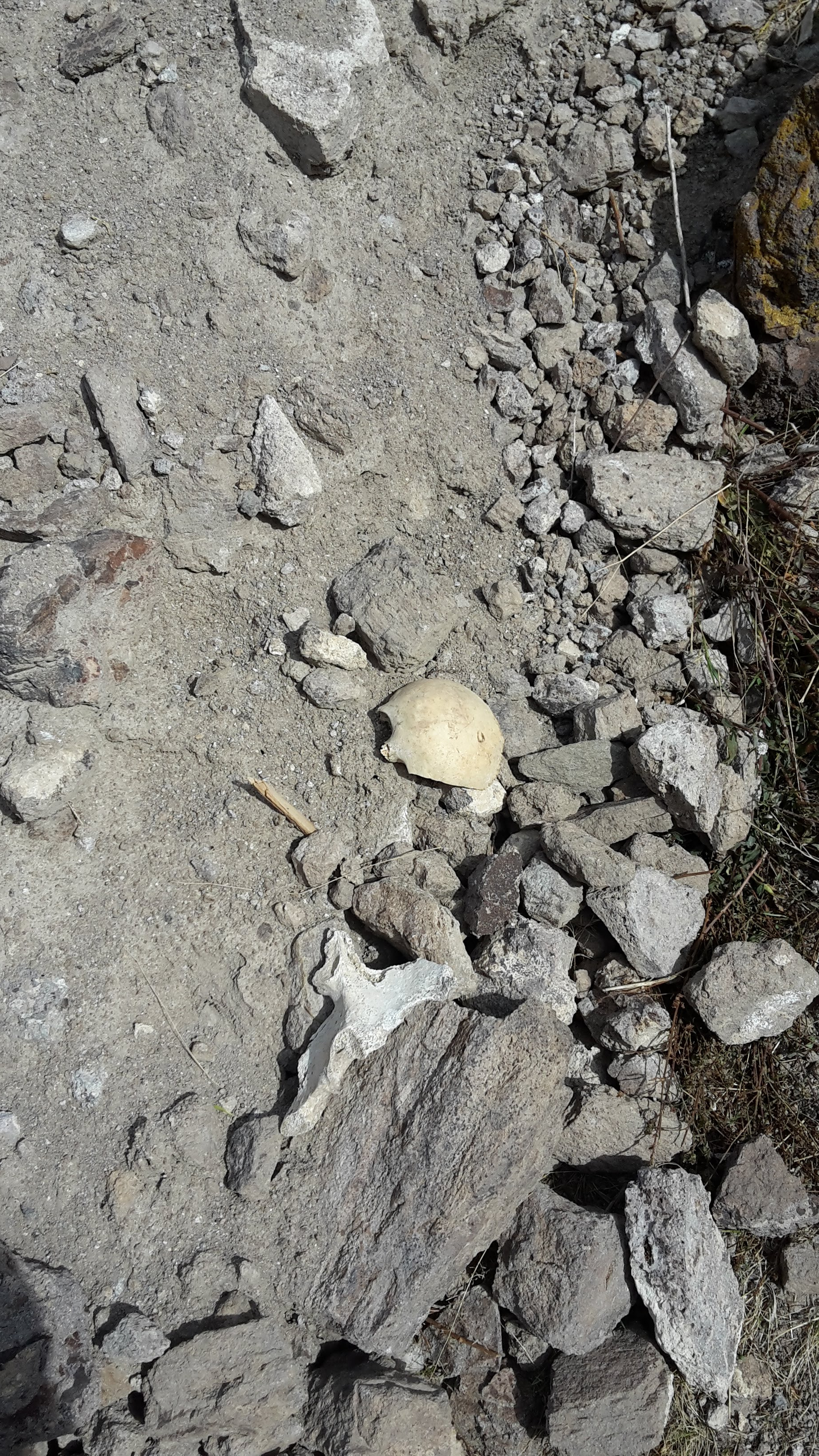
Останки человека из раграбленой могилы
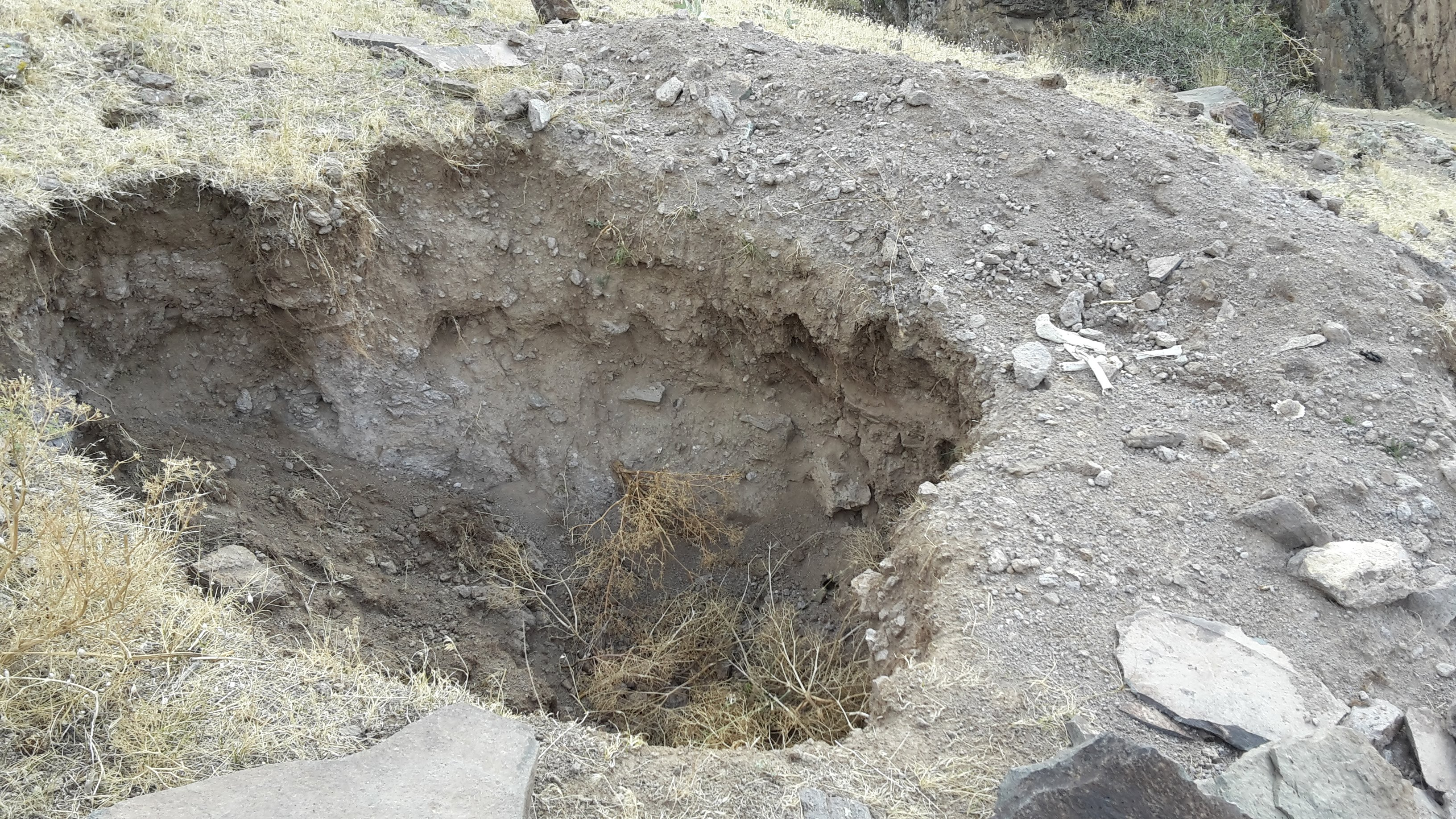
Разграбленная могила
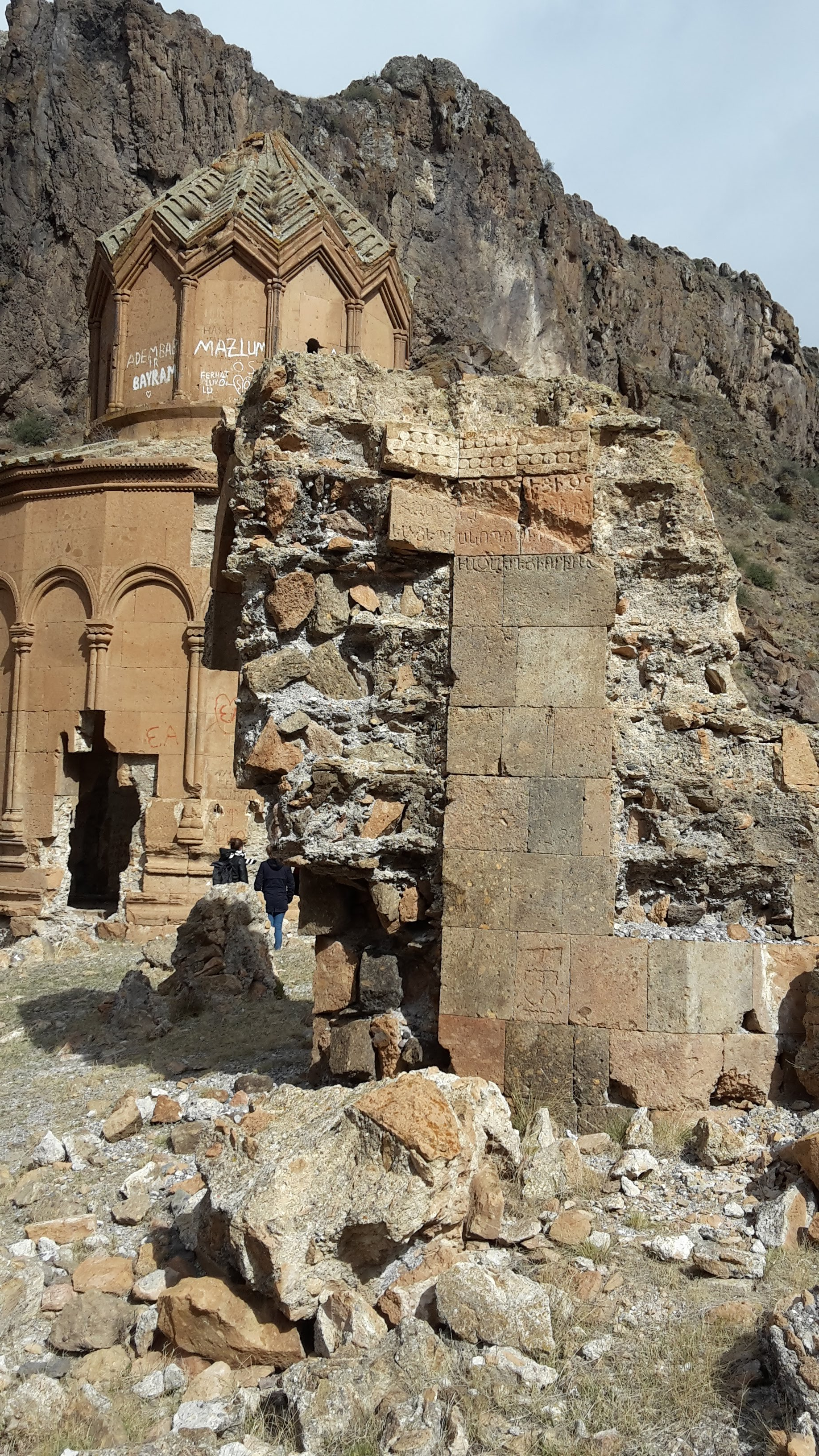
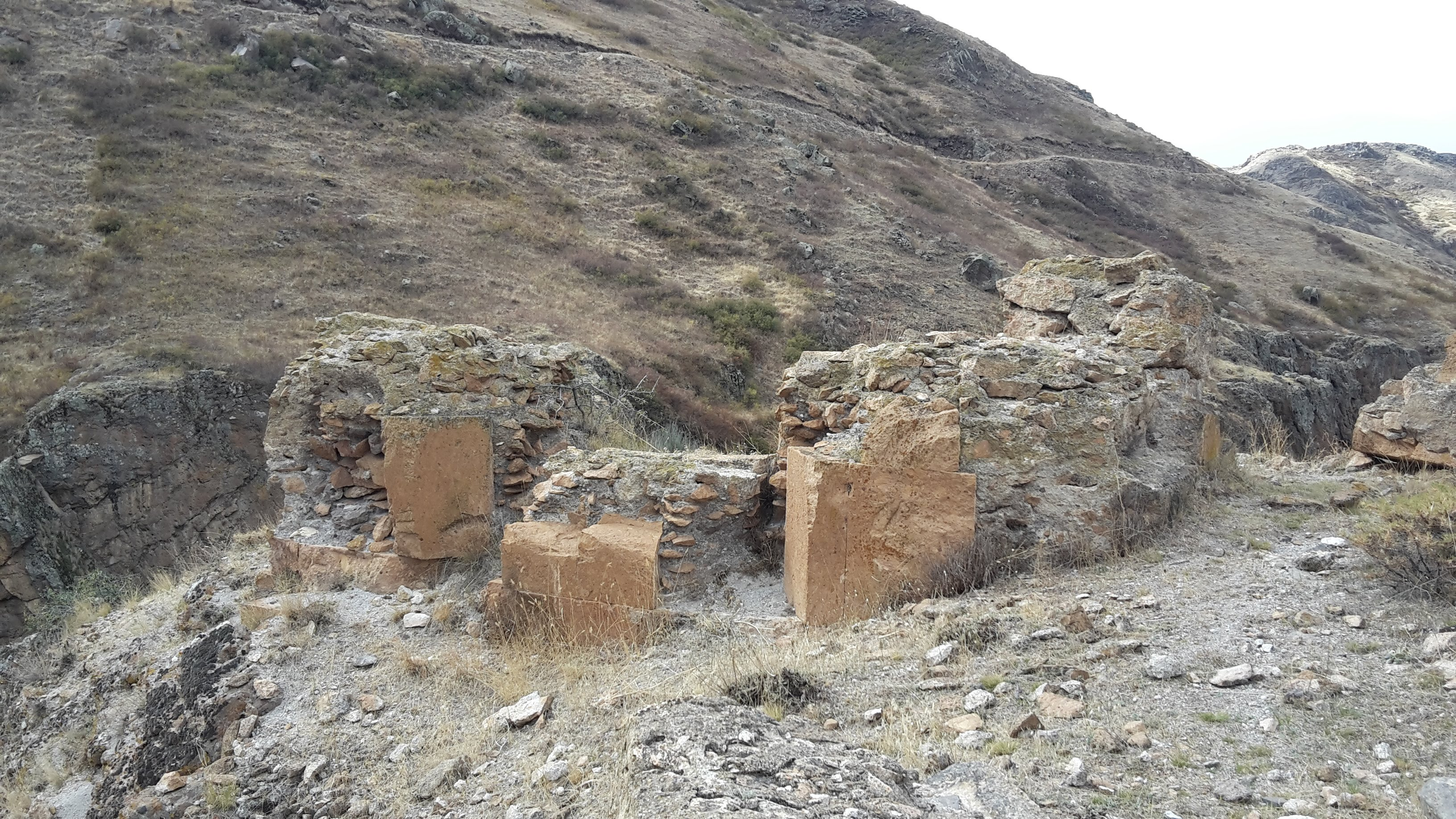
Руины церкви Св. Григория Просветителя
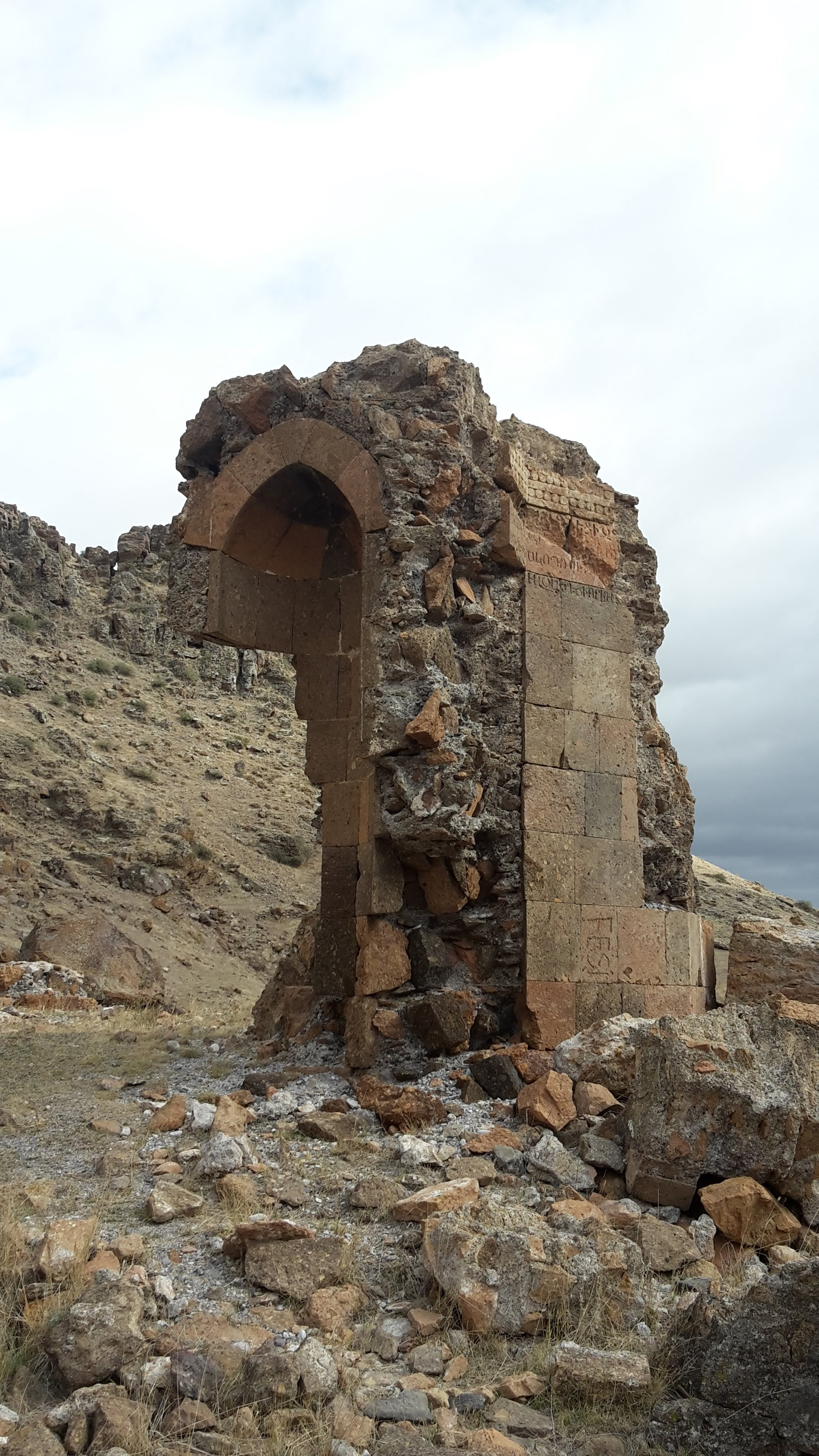
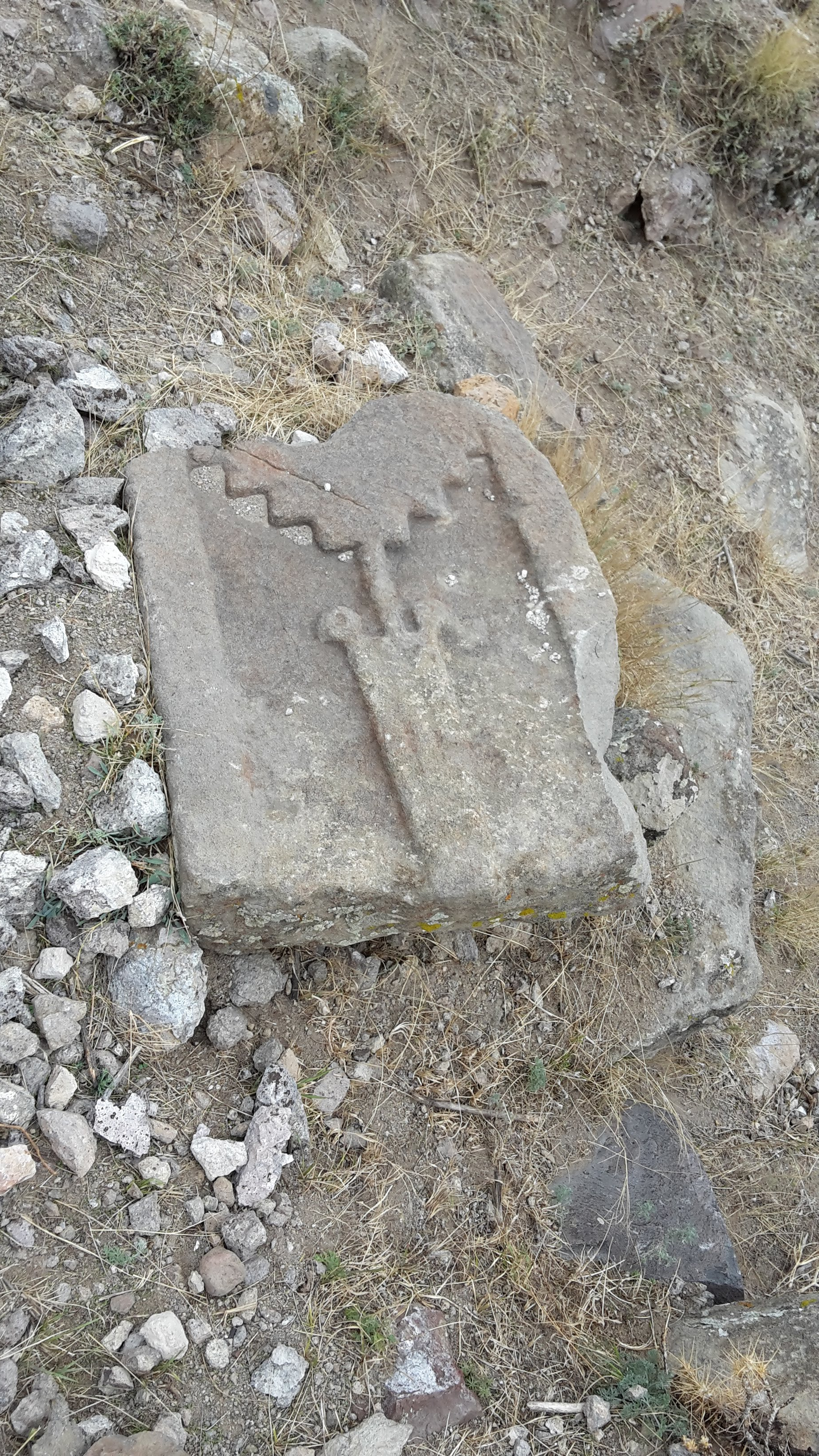
Разбитое надгробие
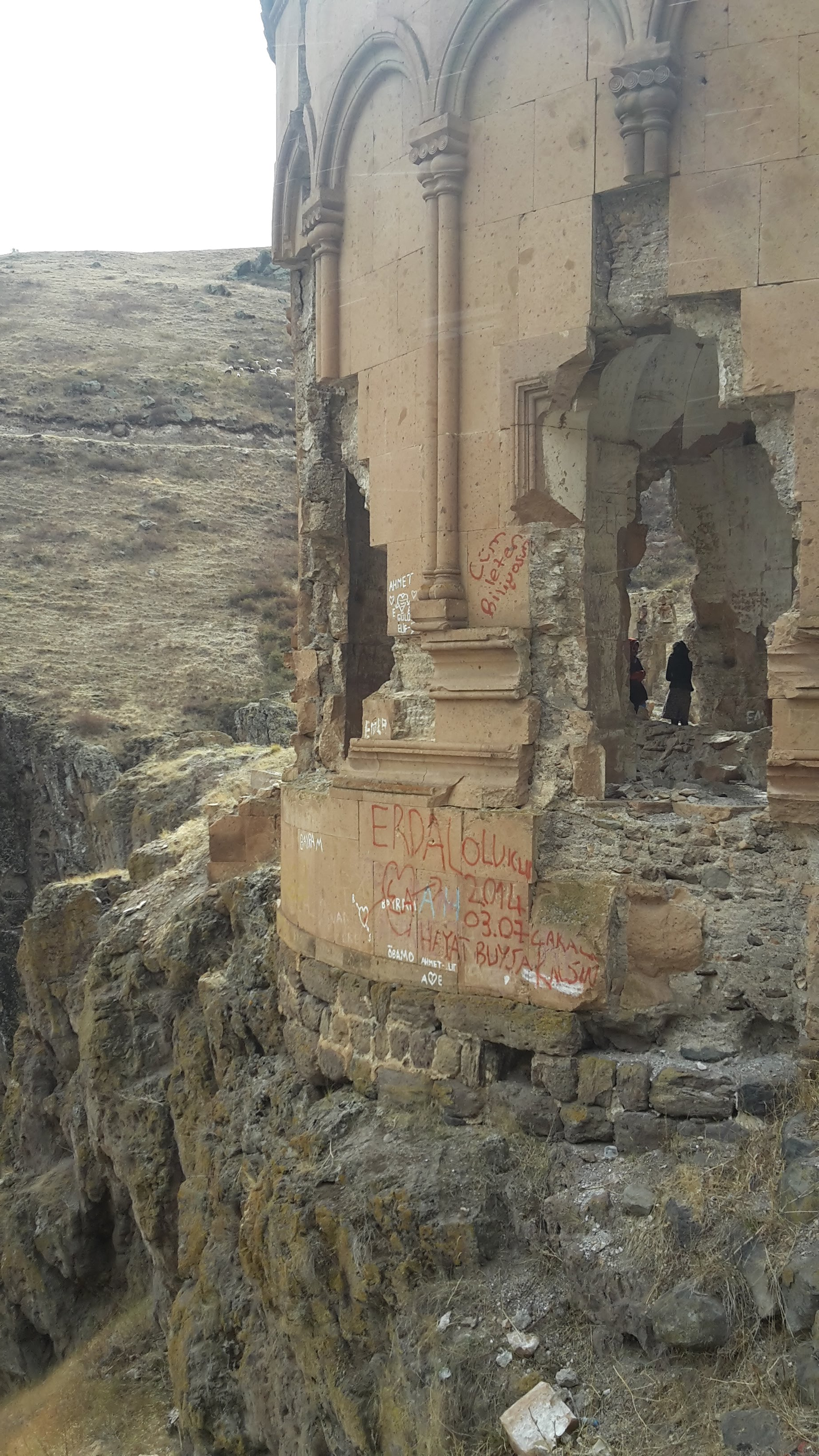